# Pterolophia bispinosa
Pterolophia bispinosa là một loài bọ cánh cứng trong họ Cerambycidae.